# Curon Venosta
Curon Venosta (Graun im Vinschgau o anche Neu-Graun in tedesco; La Carun in romancio) è un comune italiano di 2 371 abitanti della provincia autonoma di Bolzano in Trentino-Alto Adige. Il comune è noto soprattutto per il caratteristico campanile che affiora dal lago di Resia.

## Origini del nome
Il toponimo è attestato nel 1140-1160 come Curun, nel 1164-1167 come Curunes, nel 1327 come Curaun e nel 1414 come Grawn e deriva dal retoromanzo curuna ("balza").

## Storia
Nell'anno 15 a.C. la Val Venosta, fino ad allora popolata da etnie celtiche, cadde sotto il dominio dei Romani, i quali costruirono la prima grande strada di comunicazione commerciale e militare, attraversante il Passo Resia: la Via Claudia Augusta. Tale strada, che collegava l'Italia con la Germania, nel Medioevo prese il nome di "Via Superiore" (in tedesco Oberer Weg) oppure di Via di Svevia (ted. Schwabenweg).
Dal 450 giunsero nella zona i primi evangelizzatori, provenienti dalla Valle dell'Adige e da Coira. Ad iniziare dalla fine del Medioevo l'alta Val Venosta fu colonizzata da popolazioni provenienti dalla Germania, che divennero l'etnia dominante.

### Medioevo

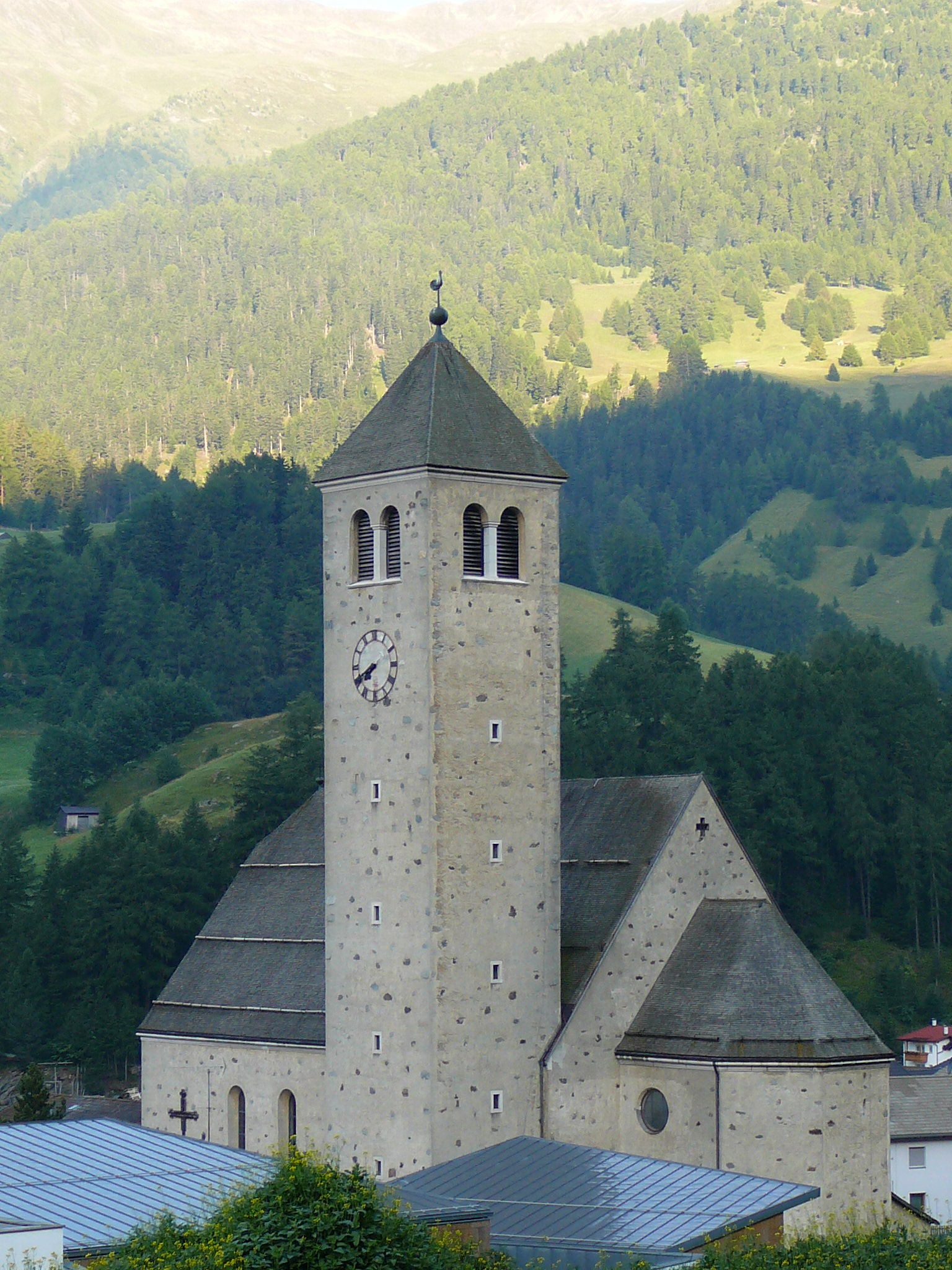
La chiesa nuova della frazione di Resia (Neu-Reschen).

Nel 1140 Ulderico Primele di Burgusio fonda in località Muta (Haide) un ospizio per pellegrini e carrettieri, e costruisce una cappella in onore di San Valentino alla Muta. Intorno a questo ospizio ed alla cappella sorge il paese di San Valentino alla Muta (St. Valentin auf der Haide). Nel 1147 per la prima volta è menzionata per iscritto Curon, con il toponimo latineggiante Curun apud lacum. Nel 1317 la val Roia è indicata come Schafhöfe (un allevamento di ovini) ed è soggetta al versamento di tasse al Principato vescovile di Coira. Nello stesso periodo è edificata, a 2000 m di altitudine, la chiesetta di san Nicolò. Nel 1326 gli abitanti delle Fischerhöfe (case dei pescatori) di San Valentino alla Muta sono obbligati a inviare il loro pesce alla Certosa di Senales e nel 1348 la peste provoca un grande numero di vittime nella zona. Nel 1393 in un documento si fa menzione di un maso di proprietà di un certo Resch o Riisch. Dall'estensione delle proprietà di questo maso sorgerà la frazione di Resia (Reschen in tedesco). Nel 1499 gli Engadini saccheggiano e incendiano Resia e il centro di Curon.

### XVI secolo
Nel 1519 per la prima volta il comune autonomo di Resia viene citato e nel 1521 viene benedetta a Curon la chiesetta dedicata a sant'Anna. Nel 1635 i paesi dell'Alta Val Venosta sono saccheggiati da truppe spagnole ed imperiali.

### XVIII secolo
Nel 1771 il Rio Carlino straripa e distrugge quasi totalmente Curon e le campagne adiacenti.
Nel 1799 il padre cappellano Fructuos Padöller, originario di Curon viene ucciso a Nauders delle truppe francesi.

### XIX secolo
Nel 1855 la rottura degli argini del lago di Curon arreca gravi danni alle località di Burgusio, Clusio e Laudes e nel 1897 a Curon sono fondati una cassa rurale consorziale ed un consorzio di allevatori di bestiame.

### XX secolo
Il 7 novembre del 1918, dopo la fine della prima guerra mondiale, le truppe italiane occupano l'Alta Val Venosta e nel 1919 col trattato di Saint-Germain-en-Laye il Passo Resia diventa confine di Stato. Curon e tutta la regione del Trentino-Alto Adige sono annessi al Regno d'Italia. Il paese assume ufficialmente il nome di Corona alla Muta. Nel 1923 il comune riassume il nome di Curon e nel 1928 i comuni di Resia, San Valentino alla Muta e Vallelunga sono accorpati al comune di Curon, che prende il nome di Curon Venosta.
Nel 1945, il 19 marzo, Curon subisce un bombardamento aereo che causa la morte di quattro persone. Nel 1951 un autobus con 23 persone a bordo esce di strada e finisce nel lago di Resia; vi è un solo superstite. Nel 1952 si hanno le prime elezioni comunali dopo la seconda guerra mondiale. Nel 1963 nasce la "Comunità di Valle" dell'alta Val Venosta. Nel 1973: sul lago di Resia si tiene per la prima volta una regata velica internazionale e nel 1988 si costruisce la telecabinovia Piz-Belpiano (Schöneben), che entra in servizio il giorno di Natale. Nel 1989 una valanga distrugge la zona sciistica della Malga della Muta (Haider Alm), a San Valentino. Nel 1990 viene ristrutturata la malga della Muta e gli skilift distrutti nell'inverno precedente sono ripristinati. Nel 1995 è completata la telecabinovia da San Valentino alla malga della Muta.

### Il paese sommerso
Nel 1950 l'antico abitato di Curon venne allagato dal lago artificiale di Resia ottenuto unificando i due piccoli laghi alpini di Curon e di Resia per ottenere un unico invaso con la costruzione della diga della Montecatini. Tutti gli edifici furono rasi al suolo con la sola eccezione del campanile della chiesa di Santa Caterina d'Alessandria, che non crollò il 23 luglio quando tutto il villaggio venne minato per essere demolito e fu dichiarato monumento storico. Il paese venne ricostruito sul lato orientale della valle e la popolazione viene obbligata a trasferirvisi. Il campanile rimasto solitario nel lago divenne un'attrazione turistica.

### Simboli
Il campanile è quello del XIV secolo che emerge dal lago di Resia. Lo stemma è stato adottato il 30 giugno 1967.

## Monumenti e luoghi d'interesse
- Chiesa di San Valentino a san Valentino alla Muta
- Campanile che emerge dall'acqua. L'antica chiesa venne edificata nel 1357 ed il campanile che emerge dall'acqua è l'unica parte della struttura residua.[12] In inverno, quando il lago di Resia gela, il campanile è raggiungibile a piedi. Una leggenda racconta che in alcune giornate d'inverno si sentano ancora suonare le campane (che invece furono rimosse il 18 luglio 1950, prima della formazione del lago). Nel 2009 venne effettuato l'ultimo (al gennaio 2020) restauro della struttura: nel mese di maggio il livello dell'acqua del lago venne leggermente abbassato con delle arginature temporanee allo scopo di consentire gli interventi sulle zone sommerse, soggette a infiltrazioni dell'acqua e gelate invernali che avevano causato crepe e instabilità. Anche il tetto venne restaurato, per la prima volta dal 1899 (come risultava dalla data impressa sulle tegole). La spesa complessiva del restauro, che si concluse il 9 luglio 2009, si aggirò sui 130.000 €.[13]

## Cultura popolare
Il paese è protagonista del romanzo Resto qui di Marco Balzano, della serie Netflix intitolata Curon, e del film, e successivamente libro, Il paese sommerso, presentato per la prima volta come film all'edizione 2018 del Trento Film Festival. Il regista di quest'ultimo mostra gli effetti di questa distruzione sulla popolazione di allora e sulle generazioni successive. Gli anziani ricordano ancora il paese perduto mentre i giovani, nati con la presenza del lago, si sono liberati della memoria e non vivono più con il lutto di ciò che è stato ma vivono il presente con le nuove opportunità. 

## Geografia fisica

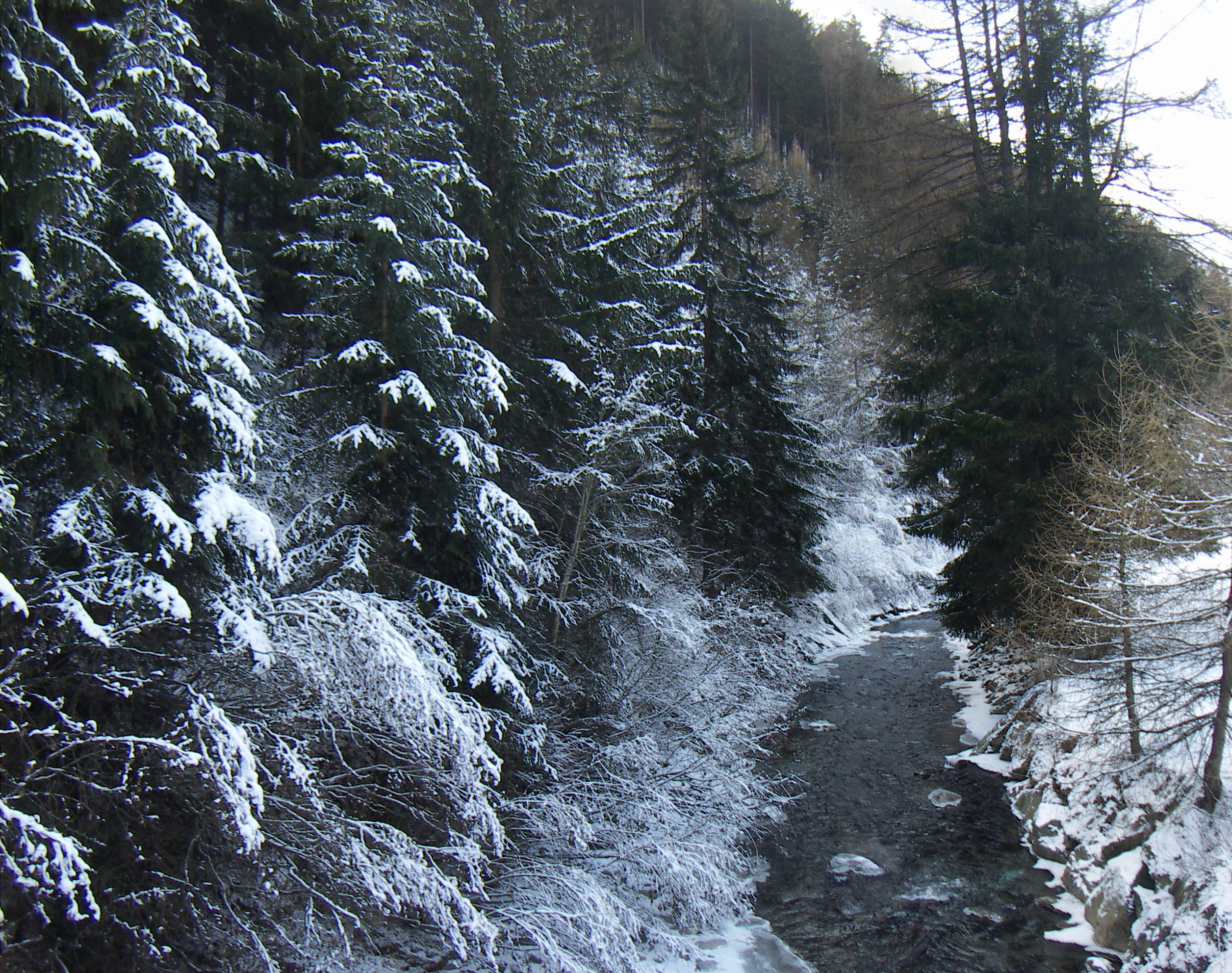
Torrente che scende dalla Vallunga (Langtaufers)

Situato all'estremità nordoccidentale della provincia, confina a nord - attraverso il Passo Resia - con l'Austria, a ovest con la Svizzera (Engadina, Grigioni) e a sud con Malles Venosta. Assieme a quest'ultimo comune, a Courmayeur e a Tarvisio è uno dei quattro comuni italiani a confinare con due Stati esteri. Spesso il comune di Curon viene erroneamente chiamato "Resia" (Reschen), a causa della popolarità dell'omonima frazione.
Nel suo territorio si trova il lago di Resia (situato a 1.498 m s.l.m., con una superficie di 660 ettari), un lago artificiale per la produzione di energia idroelettrica, la cui realizzazione causò la scomparsa dell'antico abitato di Curon, che venne ricostruito più a monte (1950). Soltanto il campanile della vecchia chiesa continua ad emergere dalle acque, tanto da essere divenuto una delle principali attrazioni del borgo. Nel territorio comunale è ubicata anche la stazione meteorologica di San Valentino alla Muta, ufficialmente riconosciuta dall'Organizzazione meteorologica mondiale.
Sul Piz Lat - una parte del quale appartiene al comune di Curon Venosta - s'incontrano i confini di Svizzera, Austria ed Italia.

## Società

### Ripartizione linguistica
La sua popolazione è nella quasi sua totalità di madrelingua tedesca:
| %      | Ripartizione linguistica (gruppi principali) |
| ------ | -------------------------------------------- |
| 97,35% | madrelingua tedesca                          |
| 2,60%  | madrelingua italiana                         |
| 0,04%  | madrelingua ladina                           |

### Evoluzione demografica
Abitanti censiti

## Cultura
- Museo Alta Val Venosta

## Economia
La frazione di Resia è costituita in comune catastale autonomo e ha un'amministrazione autonoma dei beni civici, retta da un consiglio di 5 membri, sotto la cui responsabilità ricadono complessivamente 2900 ettari di cui 921 boschivi, circa 1884 d'alpeggio e 46 destinati al pascolo; il rimanente è improduttivo. Su questa superficie si trovano quattro rifugi per i pastori.
Durante l'estate le circa 60 famiglie locali dedite ad attività contadine portano al pascolo fino a 600 capi di bestiame. L'attività è svolta materialmente da cinque pastori con alcuni aiutanti. Inoltre una dozzina di boscaioli è impiegata nei vari lavori del bosco. II ricavato di queste attività viene reinvestito nel finanziamento delle stesse.

## Amministrazione
| Periodo | Periodo | Primo cittadino     | Partito | Carica  | Note |
| ------- | ------- | ------------------- | ------- | ------- | ---- |
| 2000    | 2010    | Albrecht Plangger   | SVP     | Sindaco |      |
| 2010    | 2020    | Heinrich Noggler    | SVP     | Sindaco |      |
| 2020    |         | Franz Alfred Prieth | SVP     | Sindaco |      |